# Breaker Morant

Harry 'Breaker' Harbord Morant

Harry 'Breaker' Harbord Morant (* 1864 in England; † 27. Februar 1902 in Pietersburg, Südafrika) war anglo-australischer Viehhändler, Autor und Soldat. Er wurde als verurteilter Kriegsverbrecher hingerichtet.

## Leben
Morant war aus Großbritannien nach Australien eingewandert. Sein Ruf als erfahrener Zureiter brachte ihm den Spitznamen Breaker ein. In seiner Jugend hatte er eine gute Ausbildung genossen. Er schrieb Gedichte für Magazine.
Während des Burenkrieges, an dem er auf Seiten der Briten bei den Bushveldt Carbineers teilnahm, erteilte er den Befehl, mehrere Kriegsgefangene hinzurichten, womit er sich eine kontrovers diskutierte Anklage vor einem Militärgericht einhandelte. Er wurde schuldig gesprochen, zum Tode verurteilt und am 27. Februar 1902 hingerichtet. Die Genehmigung zur Hinrichtung wurde von Lord Kitchener, dem britischen Oberbefehlshaber in Südafrika, persönlich unterzeichnet.
Nach seinem Tode wurde Morant in Australien zum Volkshelden. Seine Geschichte wurde in mehreren Büchern behandelt und 1979 wurde sein Leben von dem Regisseur Bruce Beresford in dem Werk Der Fall des Lieutnant Morant (Breaker Morant, 1980) verfilmt.
| Personendaten    | Personendaten                                       |
| ---------------- | --------------------------------------------------- |
| NAME             | Morant, Breaker                                     |
| ALTERNATIVNAMEN  | Morant, Harry Harbord                               |
| KURZBESCHREIBUNG | australischer Viehhändler, Reiter, Autor und Soldat |
| GEBURTSDATUM     | 1864                                                |
| GEBURTSORT       | England                                             |
| STERBEDATUM      | 27. Februar 1902                                    |
| STERBEORT        | Pietersburg                                         |